# Olympische Sommerspiele 1972/Schwimmen – 400 m Lagen (Männer)
Der Schwimmwettkampf über 400 Meter Lagen der Männer bei den Olympischen Spielen 1972 in München wurde am 30. August ausgetragen.

## Ergebnisse

### Vorläufe
Die acht zeitschnellsten Schwimmer der sieben Vorläufe qualifizierten sich für das Finale.

#### Vorlauf 1
| Rang | Athlet              | Nation         | Zeit (min) | Anm. |
| ---- | ------------------- | -------------- | ---------- | ---- |
| 1    | András Hargitay     | Ungarn         | 4:37.51    |      |
| 2    | Christian Lietzmann | DDR            | 4:44.47    |      |
| 3    | Roger van Hamburg   | Niederlande    | 4:50.70    |      |
| 4    | José Luis Prado     | Mexiko         | 4:54.49    |      |
| 5    | Barry Prime         | Großbritannien | 4:57.77    |      |
| 6    | Jairulla Jaitulla   | Philippinen    | 5:05.48    |      |

#### Vorlauf 2
| Rang | Athlet           | Nation         | Zeit (min) | Anm. |
| ---- | ---------------- | -------------- | ---------- | ---- |
| 1    | Gunnar Larsson   | Schweden       | 4:34.99    |      |
| 2    | John McConnochie | Neuseeland     | 4:49.89    |      |
| 3    | Walentyn Partyka | Sowjetunion    | 4:50.03    |      |
| 4    | David Brumwell   | Kanada         | 4:52.41    |      |
| 5    | Jiro Sasaki      | Japan          | 4:53.65    |      |
| 6    | Antônio Azevedo  | Brasilien      | 4:57.27    |      |
| 7    | Hsu Tung-hsiung  | Republik China | 5:09.56    |      |

#### Vorlauf 3
| Rang | Athlet             | Nation             | Zeit (min) | Anm. |
| ---- | ------------------ | ------------------ | ---------- | ---- |
| 1    | Steve Furniss      | Vereinigte Staaten | 4:39.33    |      |
| 2    | Ricardo Marmolejo  | Mexiko             | 4:45.20    |      |
| 3    | Bertram Türpe      | DDR                | 4:46.55    |      |
| 4    | Neil Martin        | Australien         | 4:49.85    |      |
| 5    | Csaba Sós          | Ungarn             | 4:52.89    |      |
| 6    | Sverre Kile        | Norwegen           | 4:59.72    |      |
| 7    | Gudmunður Gíslason | Island             | 5:03.54    |      |

#### Vorlauf 4
| Rang | Athlet               | Nation             | Zeit (min) | Anm. |
| ---- | -------------------- | ------------------ | ---------- | ---- |
| 1    | Tim McKee            | Vereinigte Staaten | 4:40.78    |      |
| 2    | Graham Windeatt      | Australien         | 4:42.16    |      |
| 3    | Michail Sucharew     | Sowjetunion        | 4:43.13    |      |
| 4    | Hans-Joachim Geisler | BR Deutschland     | 4:48.57    |      |
| 5    | Mauro Calligaris     | Italien            | 4:52.02    |      |
| 6    | Michael Holthaus     | BR Deutschland     | 4:58.19    |      |

#### Vorlauf 5
| Rang | Athlet            | Nation             | Zeit (min) | Anm. |
| ---- | ----------------- | ------------------ | ---------- | ---- |
| 1    | Bengt Gingsjö     | Schweden           | 4:38.05    |      |
| 2    | Gary Hall         | Vereinigte Staaten | 4:38.95    |      |
| 3    | Wolfram Sperling  | DDR                | 4:42.75    |      |
| 4    | Jorge Delgado     | Ecuador            | 4:45.25    |      |
| 5    | Bruce Featherston | Australien         | 4:47.33    |      |
| 6    | Zbigniew Pacelt   | Polen              | 4:55.38    |      |

### Finale
| Rang | Athlet           | Nation             | Zeit (min) | Anm. |
| ---- | ---------------- | ------------------ | ---------- | ---- |
| 1    | Gunnar Larsson   | Schweden           | 4:31.98(1) | OR   |
| 2    | Tim McKee        | Vereinigte Staaten | 4:31.98(3) | OR   |
| 3    | András Hargitay  | Ungarn             | 4:32.70    |      |
| 4    | Steve Furniss    | Vereinigte Staaten | 4:35.44    |      |
| 5    | Gary Hall        | Vereinigte Staaten | 4:37.38    |      |
| 6    | Bengt Gingsjö    | Schweden           | 4:37.96    |      |
| 7    | Graham Windeatt  | Australien         | 4:40.39    |      |
| 8    | Wolfram Sperling | DDR                | 4:40.66    |      |

Der Zeitabstand zwischen Larsson und McKee betrug 0,002 Sekunden. Unter Annahme der vorliegenden Durchschnittsgeschwindigkeit betrug der Abstand also knapp 3 Millimeter. Bei höherer Geschwindigkeit im Endspurt wäre er noch geringer. Damit liegt er unter den Toleranzen für die unterschiedliche Länge der einzelnen Bahnen. Der olympische Finallauf war Anlass, die Regeln so zu ändern, dass nach der Weltmeisterschaft 1973 keine Unterschiede unter einer hundertstel Sekunde mehr ausgewiesen wurden.